# Музичка школа „Коста Манојловић” Земун
Музичка школа „Коста Манојловић“ налази се у Земуну у Немањиној улици број 9. Школа је једна од највећих музичких школа у Србији. Добила је име по Кости Манојловићу, познатом српском композитору, музикологу, првом ректору и оснивачу Музичке академије у Београду. Ученици и педагози ове школе постижу изузетне успехе на бројним музичким такмичењима у Србији и иностранству, што установу сврстава у сам врх музичког школства у Србији. Сваког 4. децембра школа слави рођендан - дан рођења Косте Манојловића.

## Историјат школе
Почетак рада школе везан је за 1. септембар 1939. године и за Музичку школу „Станковић“ из Београда, чија је она била издвојено одељење. Одељење је створено: „Како би се земунским ученицима олакшало похађање музичке школе“.
Настава се прво одвијала на првом спрату приватног трособног стана, у Светосавској улици бр. 23 у Земуну, под скромним и тешким условима. Вођење одсека поверено је др Људевиту Кишу (Сомбор 1900. - Будимпешта 1982), искусном и квалитетном музичком педагогу, који је у школи предавао клавир. Овај изузетни музичар био је уједно и први директор школе. У првој наставној години (1939/1940) било је 42 ђака (29 клавириста, 10 виолиниста, 1 виолончелиста и 2 соло певача).
Тек 1949. године школа је постала редовна шестогодишња школа, a 1954, на предлог хонорарног професора флауте Војислава Вокија Костића, школа добија назив Коста Манојловић.
Просторије зграде Дома културе (данашњи Дом спортова „Пинки“) биле су ново седиште школе 1957. године. Брзо је постала носилац културног живота Земуна, те од 1961. године бива организатор чувених концерата који су имали заједнички назив Земунске музичке вечери, на којима су наступала најпознатија имена класичне музике.
Пошто је 1970. Дом културе порушен, а на његовом месту изграђен данашњи Пинки, школа је добила нову локацију и нову зграду. Са радом је отпочела 6. фебруара 1971. године.
Захваљујући високом професионалним нивоу, изванредним резултатима и несебичном ангажовању колектива, 1. децембра 1979. године школа прераста у средњу музичку школу.
Две године касније, 1981, школи Манојловић се припаја специјално одељење Музичке школе дома за ученике оштећеног вида Вељко Рамадановић - једина модерна и опремљена музичка школа на територији Србије за слабовиду и слепу децу која поседује неопходну опрему за штампање нота на Брајевом писму.
Ово одељење образује ученике:
- клавира
- виолине
- гитаре
- хармонике
- обое
- кларинета
- саксофона

## Три образовна циклуса МШ „Коста Манојловић“
1. предшколско образовање
- музички вртић
- музичко забавиште
- припремни предшколски програм
2. основно музичко образовање и
3. средње музичко образовање

## Седам одсека школе
Рад у школи одвија се на 7 одсека:
1. клавирски
2. гудачки
3. дувачки
4. соло-певање
5. хармоника
6. гитара и
7. музичка продукција и снимање звука.

- Музичка школа „Коста Манојловић“ је јединствена средњошколска институција која од 2004. године на посебном одсеку образује ученике за профил дизајнер звука, који је дефицитаран код нас. За те сврхе, школа поседује професионалан тонски студио са рачунарима и свом потребном пратећом опремом. Студио је повезан са концертном салом, што даје огромне могућности снимања у документационе, едукативне и издавачке сврхе.

## Музичка продукција и снимање звука
Музичка продукција и снимање звука је новоотворени одсек 2004. године при јединственој средњошколској институцији, у Музичкој школи Коста Манојловић, која на посебном одсеку образује ученике за образовни профил Дизајнер звука (енгл. Sound designer), који је дефицитаран код нас.
Ученици овог одсека похађају и новоуведене предмете као што су Савремене хармоније са импровизацијом и оркестрацијом и Савремене MIDI композиције и продукције, што доводи до осавремењивања већ постојећих теоријских предмета у музичкој школи.
Одсек Музичке продукције и снимања звука обуку ученика врши у професионалном тонском студију са режијским столом, висококвалитетним микрофонима, двоканалним и осмоканалним магнетофоном, умреженим рачунарима, синтисајзерима, великом библиотеком музичких фонтова и програма и свом потребном пратећом и неопходном опремом.
Студио је повезан са концертном салом школе у којој се налазе два клавира, што даје огромне могућности снимања солистичке и камерне музике у документационе, едукативне и издавачке сврхе.
У малом студију могућа су наснимавања свих врста.
Свршене ученике одсека за Музичку продукцију и снимање звука чека читава лепеза послова које могу обављати. Поменимо само неке:
- музички продуцент
- музички сарадник
- тонски сниматељ
- композитор кратких форми за радио и телевизију.
- аранжер

## Друштва која делују при школи
Под окриљем школе делују следећа друштва:
- Фредерик Шопен за Србију
- Легат Миодраг Азањац[11]
- Асоцијација флаутиста Србије[12]

## Директори школе од отварања до данас
| од                  | до                  | директор школе            |
| ------------------- | ------------------- | ------------------------- |
| 1. септембар 1939.  | 1941.               | др Људевит Киш            |
| 1942.               | 20. август 1948.    | Алексеј Гринков           |
| 21. август 1948.    | 30. септембар 1948. | Јован Маринковић, в.д.    |
| 1. октобар 1948.    | 24. децембар 1948.  | Лео Кофман, в.д.          |
| 25. децембар 1948.  | 30. април 1951.     | Марија Кофман             |
| 1. мај 1951.        | 14. новембар 1951.  | Даринка Жига, в.д.        |
| 15. новембар 1951.  | 28. фебруар 1954.   | Зора Костић               |
| 1. март 1954.       | 14. септембар 1957. | Павле Јанковић            |
| 15. септембар 1957. | 31. октобар 1957.   | Даница Туцаковић, в.д.    |
| 1. новембар 1957.   | 31. мај 1963.       | Бојана Ристић             |
| 1. јуни 1963.       | 30. септембар 1963. | Јованка Петровић, в.д.    |
| 1. октобар 1963.    | 31. август 1976.    | Мирослав Вукајловић       |
| 1. септембар 1976.  | 30. септембар 1977. | Томислав Братић           |
| 1. октобар 1977.    | 14. фебруар 1978.   | Зора Костић, в.д.         |
| 15. фебруар 1978.   | 31. март 1978.      | Душанка Стојиљковић, в.д. |
| 1. април 1978.      | 14. август 1982.    | Предраг Андровић          |
| 15. август 1982.    | 20. мај 1995.       | Дејан Марковић            |
| 21. мај 1995.       | 8. јун 2014.        | Мила Лацковић             |
| 9. јун 2014.        | 26. август          | Синиша Радојчић, в.д.     |
| 27. август 2014.    | 12. јули 2015.      | Мирјана Михаиловић        |
| 13. јул 2015.       | 13. јануар 2016.    | Наталија Милојевић, в.д.  |
| 14. јануар 2016.    | 17. јун 2018.       | Наталија Милојевић        |
| 18. јун 2018.       | до данас            | Зорица Вукосављевић       |

## Некадашњи ученици школе
Многи бивши ученици школе данас су реномирани уметници. Поменимо само неке од њих:
- Јелена Павловић, пијанисткиња. Диригент хора "Орлић".
- Грујица Пауновић, соло-певач. Био је члан Београдске опере. Живи и ради у Цириху као хорски певач Циришке опере. У Цириху често приређује солистичке концерте.
- Фрања Буца Јенч, џез музичар, трубач, композитор и аранжер. Члан Забавног ансамбла РТБ.
- Александар Сердар,[13] пијаниста, концертант светског реномеа. Освојио је много првих награда на значајним светским конкурсима. За собом има пребогату концертну делатност у најугледнијим салама широм света. Одржао је мајсторске курсеве у Ници, Израелу, Орлеану. Професор је на ФМУ у Београду.
- Иван Томашев, соло-певач. Радио је 2 године у Новосадској опери, потом постаје први бас Београдске опере.
- Јасмина Трумбеташ, соло-певачица. Она је данас један од водећих сопрана у Београдској опери.
- Бојан Зулфикарпашић, познат и као Бојан З, светски признат и познати џез музичар. Живи и ради у Паризу, и даје концерте по свим светским концертним салама и фестивалима.
- Стефан Миленковић[14], наш познати виолиниста. Добитник је многих награда и признања на најзначајнијим међународним такмичењима. Поред бројних концертних турнеја, посветио се и педагошком раду са студентима. Предаје на Juilliard's Delay Institute.
- Марко Јосифоски, наш познати виолиниста. Студирао је у Берну. Добитник је многих награда и признања, како у земљи, тако и у иностранству. Наступао је на концертним подијумима готово свих европских земаља. Асистент је на АУ у Новом Саду.
- Милош Петровић, виолиниста. Освојио је велики број награда и признања на фестивалима и такмичењима у земљи и иностранству. Одржао је многе концерте у Србији и у иностранству. Доцент је и шеф гудачког одсека на Филолошко-уметничком факултету Универзитета у Крагујевцу.
- Немања Радуловић,[15] наш чувени виолиниста, изузетни музички таленат и апсолутни слухиста. Студирао у Београду и Паризу. Одржао је невероватно велики број концерата у многим градовима Европе и Америке.
- Маја Богдановић,[16] виолончелисткиња. Студирала у Паризу. Има много наступа у земљи и иностранству. Добитница је многих домаћих и иностраних награда и признања.
- Лидија Бизјак, пијанисткиња. Студирала у Паризу. Завршила постдипломске студије на ФМУ у Београду. Добитница је многих домаћих и иностраних награда и признања. Наступала је много у земљи и иностранству.
- Сања Бизјак, пијанисткиња. Студирала на престижном Конзерваторијуму у Паризу у скраћеном року. Победник је многих међународних такмичења. Наступала је у многим већим европским концертним салама.
- Весна Шоуц, диригент. Ради као доцент на ФМУ у Београду. Дириговала је готово свим симфонијским оркестрима наших већих градова. Добитник је многих важних награда и признања.
- Жељко Лазић, кларинетиста. Студирао је у Београду и Сиднеју. Ради као композитор и музички продуцент у Тајпеју и Сиднеју. Добитник је многих домаћих и иностраних награда и признања.
- Давид Бижић,[17] соло-певач. Наступа као оперски баритон у водећим светским кућама попут Париске Опере, Краљевске Опере у Лондону (Ковент Гарден), Берлинске Опере, Метрополитен Опере, Мадридске краљевске Опере, Шведске краљевске Опере, Бољшој театар у Москви.
- Михаило Радовић, виолиниста. Наступа у разним концертним дворанама и криптама Цркви.

## Професори школе као аутори музичких уџбеника и издавачи
Овде је дат списак имена професора који су радили у школи од њеног настанка до данас и који су вредно стварали педагошку инструктивну музичку литературу и тиме доприносили обогаћењу наставног процеса свог инструмента, обезбедивши тако неопходну литературу за рад.
- Миливоје Ивановић, проф. виолине. Издао је више од 200 наслова и тиме ублажио несташицу нотног материјала дуги низ година, која је врло отежавала рад у музичким школама.
- Дејан Марковић, проф. виолине и бивши директор школе. Написао је и објавио 5 уџбеника за свој инструмент. Школе се и данас користе у настави виолине.
- Радивој Лазић,[18] проф. кларинета, педагошки саветник. Написао је 30-ак књига за кларинет, а објавио 23. Четири школе за кларинет и многе збирке комада се обилато користе у настави кларинета, а комади на концертним подијумима, као и на домаћим и на међународним такмичењима кларинетиста. Клавирску пратњу и оркестрацију композиција урадио је композитор и проф. Властимир Перичић.
- Зоран Ракић, проф. хармонике. Написао је 6 уџбеника за хармонику и Збирку етида за средњу музичку школу, које су веома добро прихваћени од стране колега.
- Зоран Миленковић, проф. виолине. Повремено је давао своје инструктивне композиције за виолину ученицима да их свирају. Није познато да ли их је објавио.